# Sesto Campano
Sesto Campano (Siésctë in molisano) è un comune italiano di 2 121 abitanti  della provincia di Isernia in Molise.

## Storia
Fino al 1861 era parte della Terra di Lavoro, da cui l'aggettivo "campano", aggiunto nel 1863 nell'ambito della riforma sabauda che modificò gran parte degli omotoponimi italiani. Nel 1970 il comune passò alla neo-istituita provincia di Isernia.

### Simboli
Nello stemma, adottato dal comune anche se privo di formale decreto presidenziale di concessione, sono rappresentati un compasso — che in passato veniva chiamato "sesto" per la sua capacità di dividere la circonferenza in sei parti — sovrapposto a una squadra. Il gonfalone è un drappo di azzurro.

## Monumenti e luoghi d'interesse

### Chiesa di Sant'Eustachio Placido
La chiesa fu fondata nel XIII secolo. Mantenne la forma di chiesa medievale fino al 1802 quando i restauri la trasformarono in chiesa neoclassica. Ciò si evince nella facciata con colonne laterali a capitelli ionici e iscrizioni latine sull'architrave. Il campanile a torre ha un orologio; il resto della chiesa in ambito esterno è rimasto medievale con materiale in pietra sbozzata, e livello rialzato sul transetto.
L'interno è molto ricco: due altari per il patrono e san Domenico, realizzati in marmo policromo con rappresentazioni di fiori e cerchi di cornice, della scuola abruzzese e napoletana.
Infatti un autore è Tommaso Brunetti di Alfedena (XVIII secolo).
L'altare di San Domenico è più ricco, con una rosa dei venti sulla pala di marmo, due fiori laterali e un angelo di cammeo nella cella dove si conservano calice e ostie.

### Castello Spinola
Di origine longobarda, è citato per la prima volta in un documento nel 1064 in occasione della donazione del conte Paldone di Venafro all'abate Desiderio. Fu acquistato da Filippo Spinola nel 1582. Fu modificato nel XVII secolo. Si sviluppa su tre livelli con ampia corte interna. Vi sono ancora elementi dell'età longobarda per quanto riguarda le torri angolari quadrate e sobrie, e per il fossato colmato..
Oggi il castello è usato come museo e teatro all'aperto.

### Fortezza Angioina di Roccapipirozzi

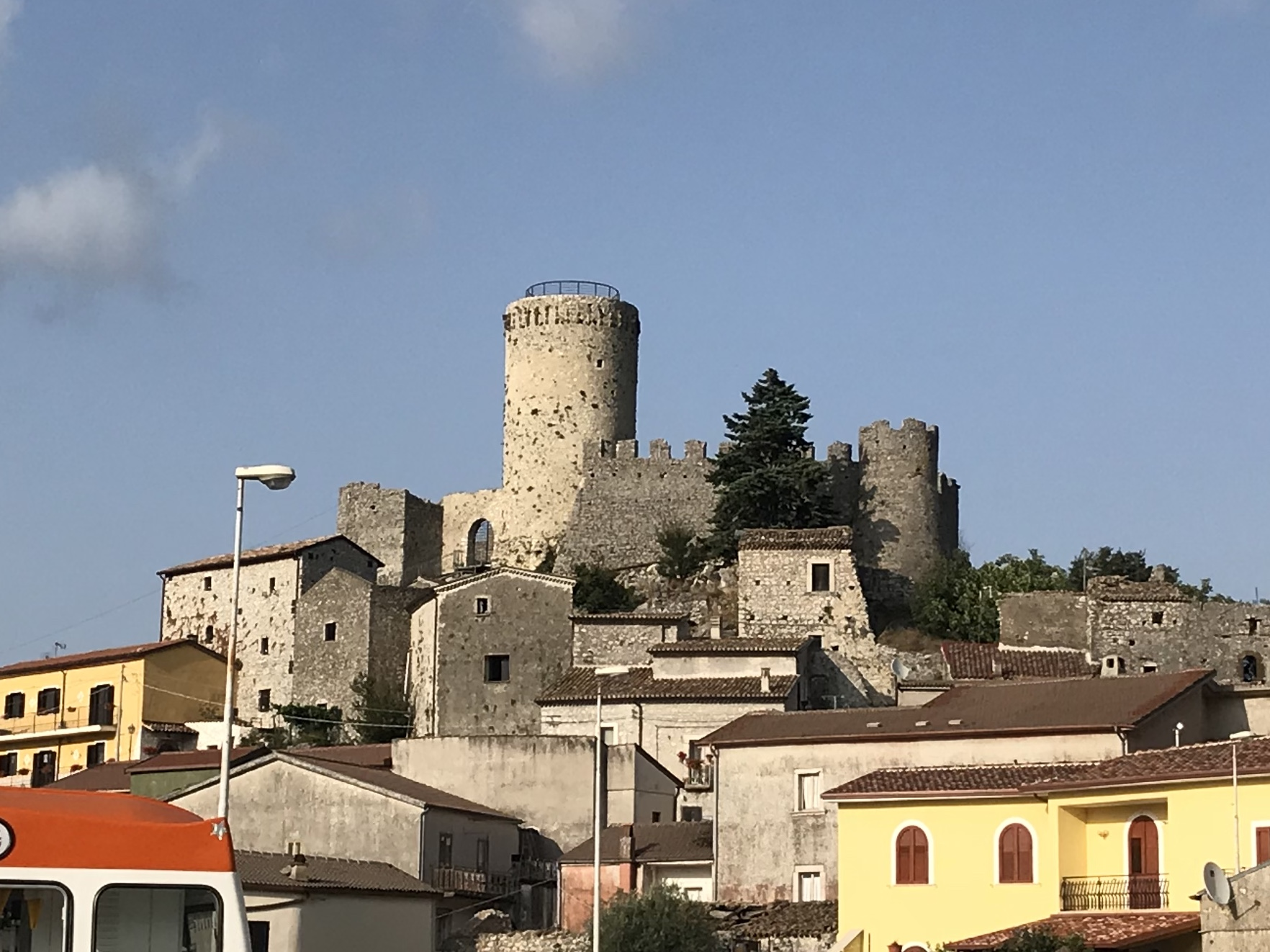
Castello di Roccapipirozzi

Fu costruita prima del 1320, e ancora oggi ha mantenuto il suo aspetto originale.
Castello rettangolare con beccatelli di coronamento e merlature varie, è di interesse la grande torre cilindrica con tracce di merlature sulla sommità. Sullo spigolo meridionale vi è una seconda torre a scarpa per protezione di riserva del castello. Fino all'epoca delle guerre del XV secolo il castello servì come roccaforte principale per difendere il Molise da invasioni dalla Campania o dal Lazio.

## Società

### Evoluzione demografica
Abitanti censiti

## Infrastrutture e trasporti
Il comune è interessato dalla strada statale 85 Venafrana ed è servito dalla stazione di Sesto Campano, sulla ferrovia Vairano-Isernia.

## Amministrazione
| Periodo           | Periodo           | Primo cittadino  | Partito         | Carica  | Note |
| ----------------- | ----------------- | ---------------- | --------------- | ------- | ---- |
| 5 aprile 2005     | 30 marzo 2010     | Antonio Epifanio | Lista civica    | Sindaco |      |
| 30 marzo 2010     | 31 maggio 2015    | Renata Cicerone  | Lista civica    | Sindaco |      |
| 31 maggio 2015    | 21 settembre 2020 | Luigi Paolone    | Progetto comune | Sindaco |      |
| 21 settembre 2020 | 'in carica        | Eustachio Macari | Noi ci siamo    | Sindaco |      |

## Sport

### Calcio
La principale squadra di calcio della città è S.S.D. Sesto Campano che milita nell'Eccellenza Molise. È nata nel 1984.
Esisteva anche la Sestese Calcio a 5 che giocava in Serie C2.